# حزب الأنصار الأردني
حزب الأنصار الأردني حزب سياسي في الأردن تأسس بتاريخ 1 يوليو 2014. الأمين العام الحالي للحزب د. عوني الرجوب. يُصنف الحزب بأنه حزب يسار الوسط. شارك الحزب بالانتخابات البلدية والنيابية (البرلمانية).